# KILLER☆KILLER GIRLS
『KILLER☆KILLER GIRLS』（キラキラ★ガールズ）は安田剛助による日本の漫画。略称は「きら☆きら」。集英社のWEBコミックサイト『となりのヤングジャンプ』にて、2014年10月21日から2016年1月19日まで連載された。全3巻。

## 概要
とある国でジャパニーズMANGAの日常系漫画に憧れる普通の女の子、スケイプ・ゴトウは、ひょんなことから死刑囚となってしまい、凶悪な犯罪者だけを集めた女子刑務所、エリザベス・プリズンに収容される。そんな非日常の中で憧れの日常系作品のようなゆるふわかわいい生活を送ることを目指す死刑囚×日常系ストーリー。

## 登場人物

### メインキャラクター
スケイプ・ゴトウ
本作の主人公。日系人。日本の日常系漫画の世界観に強い憧れを持っており、収監されたのち、「外の世界とは違う刑務所だからこそゆるふわかわいい生活を実現できるのではないか」という考えに至り、周囲を巻き込んで日常系のような生活を実現させるために奮闘する。誰にでも名前で呼ぶ際に「ちゃん」を付けて呼ぶ。冤罪で死刑囚になったが、外の世界の人間関係の構築に悩まされ続けたことから自由の身になることは望んでいない。『にちじょう！』という漫画を愛読しており、その作品の主人公、常子のような生活を送ることを夢に見ている。が、一番好きな漫画を聞かれた際には「バットマン」と答えた。バストは84センチメートルのDカップ。前髪が白いように見えるのは帽子のヤギのヒゲであり、地毛は全て黒髪。筋肉質。名前の由来・モチーフ動物はスケープゴート（生贄山羊）。罪状の由来はリー・ハーヴェイ・オズワルドの陰謀論。
ヤガー・ナイフ
スケイプと同日に収容された囚人。モチーフはジャガーとダガーナイフ。バストは90センチメートルのHカップ。エリザベス・プリズンへ収容される前にも度々別の刑務所に入っていたが、7人を殺害した末に死刑囚となる。エリザベス・プリズンに来る前は娼婦をしていたが、自身は同性愛者であり、また周囲の男性に虐げられ続けたことから男性を嫌っている。キティという娼婦仲間であり恋人である女性と共に過ごしていた時期があった。最終回で描かれたifの世界で平和な日常の中でキティに見惚れているため、彼女が同性愛者であることと男性に虐げられたことに関連性は無い。
CD
スケイプとヤガーの歓迎パーティーを開いた囚人。本名は「クリスチャン・デアール」。一人称は「ボク」で男性のように振る舞っている。バストは101センチメートルのKカップであり、その胸の大きさから周囲に大きなインパクトを与えている。元は女性的な口調の少女であり、一人称も「私」であったが、父親からの心理的虐待により、自身が女性であることにコンプレックスを抱き、男になりたがっていた。しかし、心の奥底では可愛らしいもの、女性らしいものに憧れていた。作中で最初に処刑される。が、死後も魂としてスケイプ達を見守っている描写がある。罪状のモデルはエド・ゲイン。。モチーフ動物はレッサーパンダ。また、頭のレッサーパンダは帽子ではなく生きている。地毛は金髪。
ネイル・トゥースティック=ドッグ
通称はネイル。モチーフはバールとダックスフント。食人鬼。頻繁に転倒する等天然なドジっ娘のような振る舞いを見せているが、実はそれらは自身が痛みに快感を覚えているため、積極的に痛みを感じるための意図的な行動。バストは92cmのJカップ。小さくて可愛らしい少年を好み、かつてスケイプが来る前の収監当初は残虐性が顕著であったことから短髪で幼い男児のような容姿の女囚を性奴隷にしたり、周囲の囚人を暴行していた時期があったが、その悪癖は看守長による懲罰で更生させられている。「この殺人鬼がひどい！」に名前が載ったことがある。罪状のモデルはアルバート・フィッシュ。
ポイズン・ケイビー
口数の少ない小柄な囚人。毒殺犯。点滴を常に携えている。胸が小さいことなど数々のコンプレックスを抱えている。名前の由来はポイズン・アイビー。罪状のモデルはグレアム・ヤング。。モチーフ動物はモルモット。

### 脱獄計画者
レッド・フォックス
グリーン・ラクーンドッグの妹。冤罪で捕まった姉を救うために姉を取り調べたクリムゾン・ウッズ警部補に嘘の供述をし、死刑囚として潜入する。バストは71センチメートルのAカップ。名前の由来は赤いきつね。ネイルを「変態のデパート」と呼んで苦手としている。医務室の医師に初恋をする。
グリーン・ラクーンドッグ
レッド・フォックスの姉。穏やかな物腰の女性。レッドを「れいちゃん」という愛称で呼ぶ。バストは97センチメートルのGカップ。妹を溺愛するがゆえに医務室の医師に嫉妬心を抱く場面もある。名前の由来は緑のたぬき。
アナングマ・ハートタン
「史上最もキュートな殺人鬼」として巷で話題沸騰のお嬢様口調の囚人。正当防衛であることを主張している。その可愛らしさから周囲を魅了し、名前を呼ばれる際には多くの場合「ハートたん」と「たん」がひらがな表記になっている。実は女性に間違われた可愛らしい容姿の男性であり、元々は男性として生きていたが、裁判で有利になるために弁護士と共に良家のお嬢様キャラを演じるうちに男の娘として振る舞うことを好むようになっていった。また身体検査は簡易的に行われたために看守たちに男性であることが露見することはなかった。モチーフ動物はアナグマ。罪状および外見のモデルはビューラ・アナンおよびアナンを基にした映画「シカゴ」のロキシー・ハート。
トマッティ・マリー
陰謀論を信じる電波思考の囚人。抗うつ剤を飲まされるという強迫観念に駆られているため自身の口を縫い付けている。名前の由来はブラッディ・マリー。
ビッグ・ベア
大きな体躯に反して小声で話す囚人。二つ名は「調達屋」。親に強い性欲がバレて弟と部屋を引き離されたことがある。モチーフ動物は熊。

### その他
看守長
サンソン家の子孫。モチーフ動物はなく、囚人達を「畜生」と呼んでいる。署長の婚約者。フルネームは不明であるが「シャルル」という名前であることが明かされている。最終回で描かれた扉絵のifの世界では教師をやっていた。
ヘンリエッタ・パンナコッタ
劇中屈指のシリアルキラー。罪状のモデルはヘンリー・リー・ルーカス。モチーフ動物はロバ。看守長曰く「嘘吐き」。1000人を殺害した罪で収監されたが、実はチワワ等も勘定に入れている。ベッキーという娘がいる。
グッバイ・キティ
ヤガーの恋人。名前の由来はハローキティ。
メリー・イン・ナイトメア
危険な囚人の一人。本編には登場したのは名前のみであったが、安田剛助のTwitterで羊モチーフのキャラクターであったことが明かされている。
アルパカネ
マフィアの首領。スケイプが死刑囚になった元凶。名前の由来、モデルはアルパカとアル・カポネ。
署長
エリザベス・プリズンの署長。看守長の婚約者。飄々とした性格で、本心を見せない。

## 関連リンク
- KILLER☆KILLER GIRLS-となりのヤングジャンプ
- 単行本告知の特別編（単行本未収録）-ニコニコ静画